# Staple, Kent
Staple är en ort och civil parish i grevskapet Kent i sydöstra England. Orten ligger i distriktet Dover, cirka 6 kilometer väster om Sandwich och cirka 12 kilometer öster om Canterbury. Civil parishen hade 549 invånare vid folkräkningen år 2021.